# 栄州駅
栄州駅（ヨンジュえき）は、大韓民国慶尚北道栄州市休川洞にある韓国鉄道公社の駅である。

## 利用可能な路線
- 韓国鉄道公社
  - 中央線
  - 慶北線 (終点)
  - 嶺東線 (起点)

## 駅構造

### のりば
- 1番線はホームなし。

| ホーム | 路線                           | 種別                  | 行先                                     | 備考                   |
| ------ | ------------------------------ | --------------------- | ---------------------------------------- | ---------------------- |
| 2      | 中央線上り                     | ムグンファ号          | 丹陽・堤川・原州・清凉里方面             | 深夜時間帯一部列車利用 |
| 2      | 慶北線・京釜線直通             | ムグンファ号          | 店村・金泉・亀尾・大邱・東大邱・釜山方面 |                        |
| 3      | 中央線上り                     | ムグンファ号・O-Train | 丹陽・堤川・原州・清凉里方面             |                        |
| 3      | 嶺東線                         | ムグンファ号・O-Train | 鉄岩・東海・正東津・江陵方面             |                        |
| 4      | 中央線下り・東海線・大邱線直通 | ムグンファ号          | 安東・慶州・東大邱・太和江・釜田方面     |                        |
| 5      | 慶北線・京釜線直通             | ムグンファ号・V-Train | 店村・金泉・亀尾・大邱・東大邱・釜山方面 |                        |
| 5      | 嶺東線                         | ムグンファ号・V-Train | 鉄岩・東海・正東津・江陵方面             |                        |
| 6      | 中央線上り                     | ITX-セマウル          | 丹陽・堤川・原州・清凉里方面             |                        |

## 駅周辺
- 栄州警察署新栄州派出所
- 栄州休川洞郵便局
- ホームプラス栄州店
- 休川2洞住民センター
- KEBハナ銀行栄州支店
- 栄州市庁
- 栄州南部初等学校
- 慶北専門大学校

## 歴史
- 1941年7月1日 - 開業[1]。
- 1967年12月20日 - 現位置に駅舎竣工。
- 1971年9月10日：無煙炭貨物到着駅を指定[2]。
- 1988年11月1日 - 中央線・清凉里 - 安東間でセマウル号の運転を開始。
- 2006年5月1日：小貨物取扱停止。
- 2013年4月12日：中部内陸循環列車（O-Train）、白頭大幹峡谷列車（V-Train）運行開始。
- 2014年11月1日：清凉里駅 - 安東駅セマウル号運行中断及び清凉里駅 - 栄州駅ITX-セマウル運行開始。
- 2015年10月30日：中央線嶋潭駅 - 永川駅複線電鉄化の着工式を栄州駅広場で実施[3]。
- 2016年4月28日：慶北線醴泉駅 - 魚登駅の区間移設に金泉起点115.2kmで115.0kmに変更[4]。
- 2018年3月23日：清凉里駅 - 栄州駅ITX-セマウル運行再開。

## ギャラリー

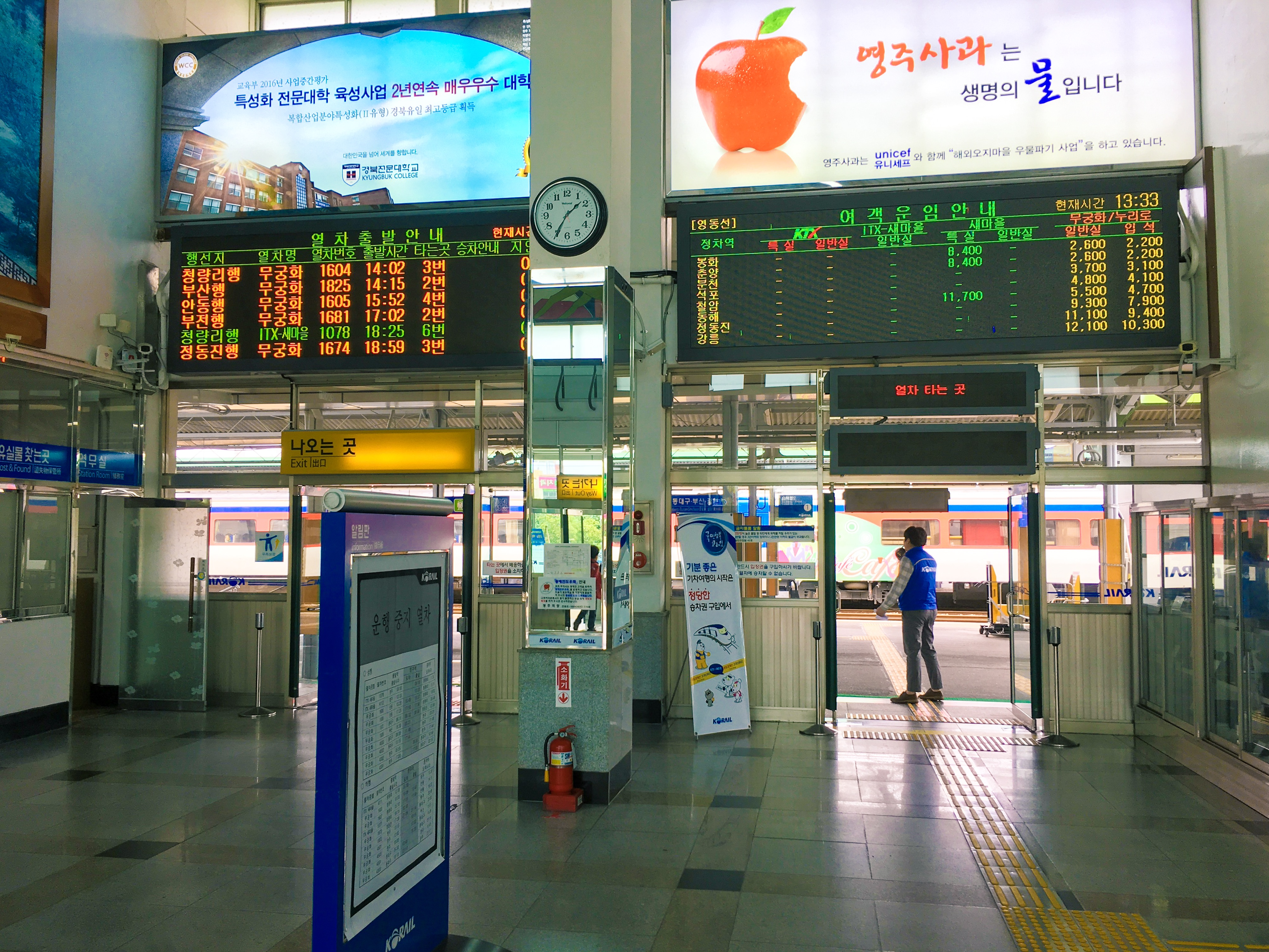
改札口
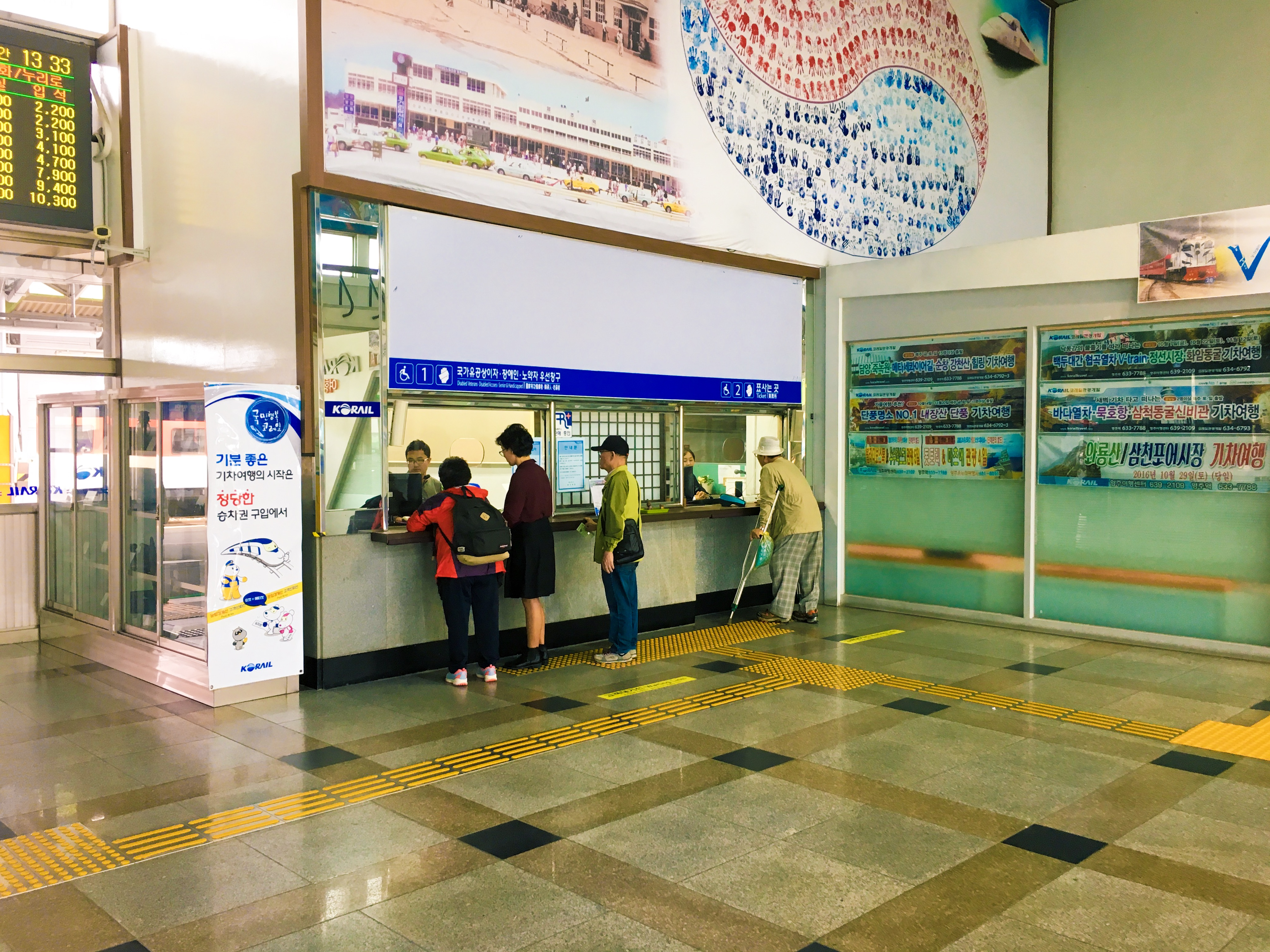
切符売り場
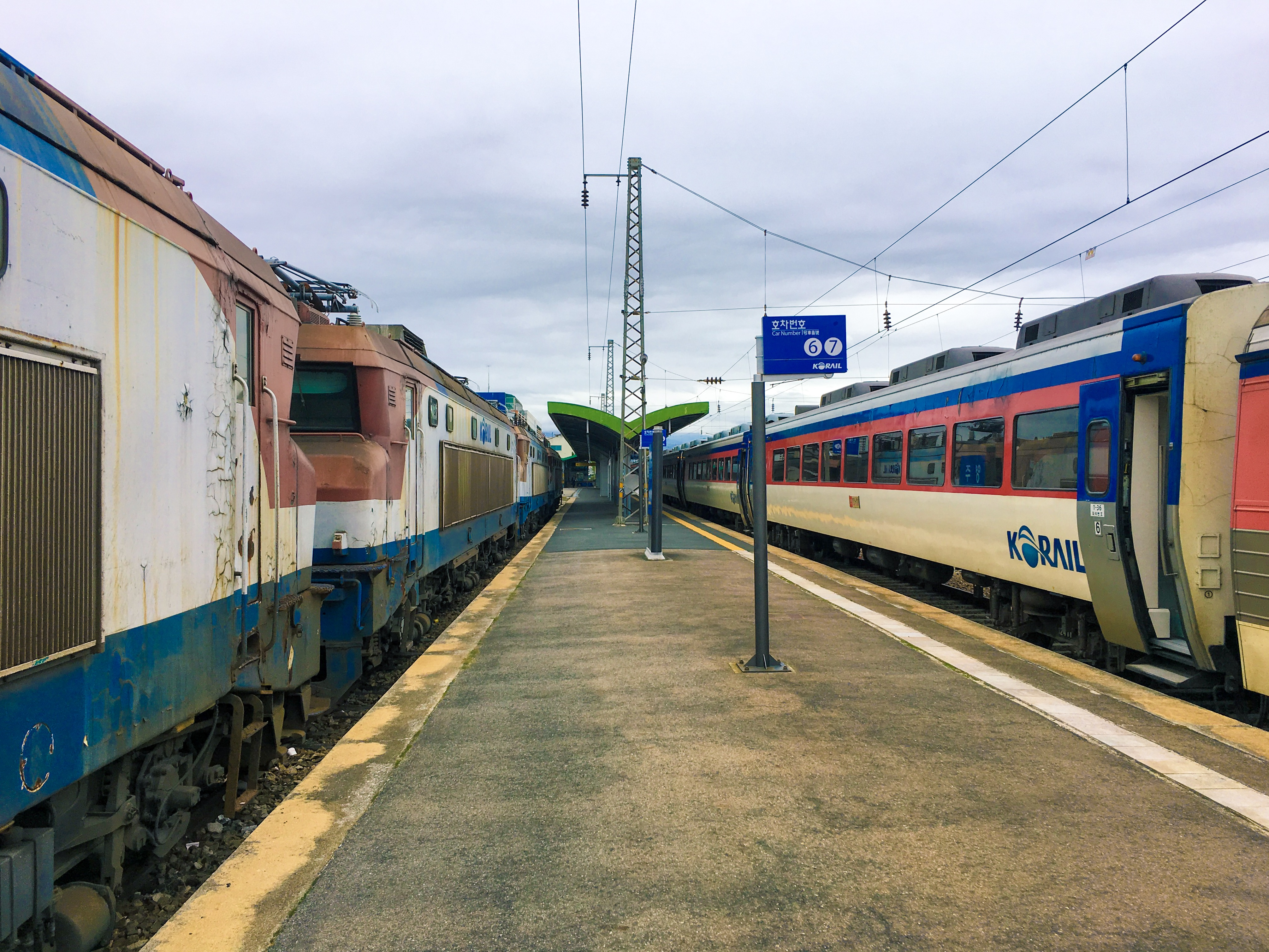
ホーム

## 隣の駅
韓国鉄道公社
中央線
豊基駅 - 栄州駅 - (甕泉信号場) - 安東駅
慶北線
醴泉駅 - (魚登駅) - 栄州駅
嶺東線
栄州駅 - (北栄州信号場) - (文丹信号場) - 奉化駅